# Nejdelší jízda
Nejdelší jízda (v anglickém originále The Longest Ride) je americký romantický dramatický film z roku 2015. Režie se ujal George Tilman Jr. a scénáře Craig Bolotin. Film vznikl na motivy stejnojmenného románu Nicholase Sparkse. Hlavní role hrají Scott Eastwood, Britt Robertson, Jack Huston, Oona Chaplin, Alan Alda, Melissa Benoist, Lolita Davidovich a Gloria Reuben. Film měl premiéru ve Spojených státech dne 10. dubna 2015. V České republice nebyl promítán v kinech.

## Obsazení
- Scott Eastwood jako Luke Collins
- Britt Robertson jako Sophia Danko
- Alan Alda jako Ira Levinson
- Melissa Benoist jako Marcia
- Jack Huston jako mladý Ira
- Oona Chaplin jako Ruth
- Lolita Davidovich jako Linda Collins
- Gloria Reuben jako Adrienne Francis
- Barry Ratcliffe jako dražebník
- Peter Jurasik jako Howie Sanders
- Brett Edwards jako Jared Middleton
- Hunter Burke jako David Stein
- Alina Lia jako Brooke

## Přijetí

### Tržby
Film vydělal 37,4 milionů dolarů v Severní Americe a 25,4 milionů dolarů v ostatních oblastech, celkově tak vydělal 62,9 milionů dolarů po celém světě. Rozpočet filmu činil 34 milionů dolarů. Za první víkend docílil třetí nejvyšší návštěvnosti, kdy vydělal 13 milionů dolarů.

### Recenze
Na recenzní stránce Rotten Tomatoes získal ze 112 započtených recenzí 29 procent s průměrným ratingem 4,4 bodů z deseti. Na serveru Metacritic snímek získal z 30 recenzí 33 bodů ze sta. Na Česko-Slovenské filmové databázi si snímek drží ke 2. srpnu 2018 73 procent.

### Ocenění a nominace
Film získal 4 nominace na cenu Teen Choice Awards, a to v kategoriích nejlepší filmové drama, nejlepší herec: drama (Eastwood), nejlepší herečka: drama (Robertson) a objev roku (Eastwood). Cenu si nakonec odnesl pouze Eastwood za nejlepšího herce ve filmovém dramatu. Film byl také nominován na cenu People's Choice Awards v kategorii nejlepší filmové drama.